# Patrick Moraz
Patrick Philippe Moraz (Villars-Ste-Croix, Svájc, 1948. június 24. –) progresszív rock billentyűs, aki játszott a Yes és a Moody Blues együttesében is.

## Élete

### Korai karrier
A lausanne-i konzervatóriumban klasszikus zenére oktatták. Mielőtt a progresszív rock világába lépett volna, dzsesszt játszott; virtuózitása miatt lelkesen fogadta játékát a közönség.
Először szólóelőadóként turnézott, az 1960-as évek közepén híres dzsessz-zenészekkel játszott együtt. Ezt követően Jean Ristori társaságában megalapította a Mainhorse együttest (1968), a zenészek egyetlen lemezt adtak ki (a Polydor kiadón keresztül). Moraz átköltözött Angliába, és 1973-ban ismét új együttes, a Refugee tagjaként tűnt fel: a korábban a The Nice-t erősítő Lee Jacksonnal és Brian Davisonnal együtt alkották a formációt.

### A Yes tagjaként
Karrierje csúcsát 1974-ben érte el, amikor a Yesben átvette Rick Wakeman helyét, majd szerepelt a Relayer című lemezen és az azt követő világkörüli koncertsorozaton. Moraz játéka a maga dzsessz-fúziós mivoltával viszonylag távol állt a Yes klasszikusabb stílusától, de ettől függetlenül a Relayer kiváló album. 1976-ban az együttes összes akkori tagja szólólemezt készített, Moraz a más zenészek által elismert Story of I című albumot jelentette meg. A felvételek alatt Brazíliába költözött, albumán fontos szerepet kapnak a helyi ritmusok, sőt, még brazil zenészek is játszanak rajta. A Story of I a világzene egyik fontos alapműve. Moraz nem sokkal később elhagyta a Yest.

### A Moody Bluesban
Szólókarrierje az Out In The Sun-nal folytatódott, majd a Moody Blues tagja lett. Elsőként az Octave-turnén játszott az együttessel, később az 1981-es stúdiólemezen, a Long Distance Voyager-en is szerepet kapott (ez volt az első Moody Blues-lemez, mely nem ért el első helyet a kiadási listákon). Egészen 1991-ig maradt a birminghami eredetű formációban.
Genfben saját stúdiót alapított (menedzsere Ristori volt): az Aquarius Studios vonzotta az európai progresszív rock-előadókat, többek között John McLaughlint valamint a svájci Flame Dream-et.
Mialatt a Moody Blues tagjának mondta magát rendszeresen dolgozott más lemezeken is, a felvételeket követően pedig turnéra indult. Brazil együttesével, Chick Corea-val és egy másik egykori Yes-taggal, Bill Bruforddal is készített albumokat. Szólómunkásságának néhány újabb albuma, a Future Memories I, a Future Memories II és a Windows of Time a kritikusok tetszését is elnyerte.

### Későbbi évek
1992-ben elhagyta együttesét, és beperelte őket olyan jogdíjakért, amit sajátjának érzett az ott eltöltött 10 év után. A Moody Blues tagadta, hogy ő az együttes tagja lett volna, inkább "bérelt zenésznek" nevezték. Az ügy a kaliforniai bíróságra jutott, még a Court TV-ben is mutatták. Moraz megnyerte a pert, de ki összeget kapott az általa követelt milliók helyett.
Azóta főleg szólómunkáival törődik, leginkább szólóban zongorázik. 1995-ben beutazta az Amerikai Egyesült Államokat C.H.A.T. (Coming Home to America) nevű turnéjával. Szokatlan turné volt: Moraz mindent maga foglalt le, és egy 800 dolláros díjért elment akár egy lakásba, vagy a díj fizetőjének saját klubjába is, hogy ott egy privát vagy félig privát hangversenyt tartson. Az egyetlen feltétel egy megfelelő zongora volt, illetve, hogy legyen hely, ahol játsszon. Moraz bárhol játszott a turné alatt (2-100 fős közönségnek), az egyik ilyen előadást felvették, és CD-, illetve video-formátumban is kiadták. Ebből az időszakból ismertebb szólólemezei a Windows of Time (1994), az ESP (2003), valamint elektronikus albuma, a Resonance (2000).
Jelenleg Florida déli részén él.

## Diszkográfia

### Szólólemezei
- Story of I (1976)
- Out in the Sun (1977)
- Patrick Moraz III (1978)
- Coexistence (1980)
- Timecode (1984)
- Future Memories Live on TV (1984)
- Future Memories II (1984)
- Human Interface (1984)
- Windows of Time (1994)
- PM in Princeton (1995)
- British Audio Designs: Composer Series (1995)
- Resonance (2000)
- ESP (2003)

## Külső hivatkozások
- Patrick Moraz hivatalos oldala Archiválva 2000. augusztus 17-i dátummal a Wayback Machine-ben
- A Yes hivatalos oldala
- A Moody Blues hivatalos oldala
- Patrick Moraz diszkográfia